# Aleuroplatus weinmanniae
Aleuroplatus weinmanniae là một loài côn trùng cánh nửa trong họ Aleyrodidae, phân họ Aleyrodinae.
Aleuroplatus weinmanniae được Takahashi miêu tả khoa học đầu tiên năm 1951.